# 船宿寺
船宿寺（せんしゅくじ）は、奈良県御所市にある高野山真言宗の寺院。山号は醫王山。本尊は薬師如来。ツツジの名所として知られている。

## 歴史
寺伝によると、行基が葛城の地を訪れた際に夢枕に老人が現れた。行基は老人から「ここから東の山に船形の石がある。その上に薬師如来像を祀るように」と告げられたという。行基はこれに従うと、神亀2年（725年）にお告げ通りに発見された石の付近に庵を建てて船宿寺と名づけたという、これが当寺の始まりであるとしている。

## 境内
- 本堂
- 岩舟明神社
- 庭園 - 遠州流の池泉回遊式庭園。
- シャクナゲの森
- 鐘楼
- 弘法大師像
- 庫裏
- 椿・霧島つつじ園
- 弁財天社
- 弁天池
- 山門

## 前後の札所
関西花の寺二十五霊場
21 當麻寺西南院　-　22 船宿寺　-　23 金剛寺

## 所在地
- 奈良県御所市五百家484

## アクセス
- 近鉄御所線 近鉄御所駅から奈良交通バス、五條バスセンターもしくは新宮駅行きで船路バス停下車。